# Weinbau in South Dakota
Weinbau in South Dakota bezeichnet den Weinbau im amerikanischen Bundesstaat South Dakota. Gemäß US-amerikanischem Gesetz ist jeder Bundesstaat und jedes County per definitionem eine geschützte Herkunftsbezeichnung und braucht nicht durch das Bureau of Alcohol, Tobacco, Firearms and Explosives als solche anerkannt zu werden.
In South Dakota herrscht kontinentales Klima mit Durchschnittstemperaturen von bis zu −10 °C im Winter und bis zu 28 °C im Sommer. Das einzig einheimische Weinrebengewächs, das unter diesen Bedingungen noch gut gedeiht, ist die Uferrebe (vitis riparia). Die wenigen Winzer des Bundesstaates setzen die frostharten und frühreifen französischen Hybridreben ein, die in den letzten Jahren durch amerikanische Rebzüchtungen ergänzt wurden. Das Weingut Prairie Berry Winery baut mittlerweile mit Erfolg Weißweine der Rebsorte Chardonnay aus. Der südliche Teil des Bundesstaates bietet sich für den Anbau von Reben besser an.